# Charles Gayarré
Pour les articles homonymes, voir Gayarré.
Charles-Étienne-Arthur Gayarré est un historien, dramaturge et romancier américain francophone, né à La Nouvelle-Orléans le 9 janvier 1805 et mort le 11 février 1895 dans cette même ville.

## Biographie
Petit-fils d'Étienne de Boré (qui fut maire de La Nouvelle-Orléans), il est né à la plantation Boré qui était à cette époque une banlieue de La Nouvelle-Orléans, mais qui a été incorporée depuis à la ville en tant qu'Audubon Park. Après avoir étudié au Collège d'Orléans il entreprend, en 1826, des études de droit à Philadelphie, puis est reçu trois ans plus tard au Barreau. En 1830 il est élu à la chambre des représentants de la Louisiane; en 1831 il est nommé adjoint de procureur général de l'État; en 1833 il devient Président de la cour de justice de La Nouvelle-Orléans, puis en 1834 il est élu au Sénat des États-Unis pour le parti Jackson Democrat. Mais à cause de problèmes de santé, il démissionne immédiatement sans avoir occupé son siège, et lors des huit années qui suivent, il voyagera en Europe et rassemblera des archives française et espagnoles. 
Entre 1844-1845 et 1856-1857 il est à nouveau membre de la chambre des représentants de la Louisiane, puis de 1845 à 1853, secretary of State de Louisiane. En 1853 il manque son élection au Congrès des États-Unis, mais reste actif en politique pour la Louisiane en tant qu'allié de John Slidell. Il soutient la Confédération pendant la Guerre de Sécession, durant laquelle il perd sa fortune, vivant ensuite chichement de sa plume. Il sera longuement associé à la Louisiana Historical Society dont il fut le Président de 1860 à 1888. Il est mort à La Nouvelle-Orléans le 11 février 1895. 

## Œuvres
En français
- Histoire de la Louisiane, Magne et Weisse, New Orleans, 1885 (1re éd. 1846).

En anglais
- Histoire :
  - The History of Louisiana, (1866) version En Ligne
  - Philip II of Spain (1866)

- Nouvelles :
  - Fernando de Lemos, Truth and Fiction (1872)
  - Aubert Dubayet (1882)

- Théâtre :
  - The School for Politics: A Dramatic Novel (1854)
  - Dr Bluff, une comédie en deux actes.

## Sources
- (en) Cet article est partiellement ou en totalité issu de l’article de Wikipédia en anglais intitulé « Charles Gayarré » (voir la liste des auteurs).